# 10709 Ottofranz
10709 Ottofranz este un asteroid din centura principală de asteroizi.

## Descriere
10709 Ottofranz este un asteroid din centura principală de asteroizi. A fost descoperit pe 24 ianuarie 1982 la Stația Anderson Mesa de Edward L. G. Bowell. Asteroidul prezintă o orbită caracterizată de o semiaxă mare de 2,55 ua, o excentricitate de 0,19 și o înclinație de 6,5° în raport cu ecliptica.